# 佐々木義高
佐々木 義高（ささき よしたか）は、戦国時代の武士、但馬国の守護大名山名家の臣。浅間城を築いて同地を領し、後に前野長康に仕えた。官位は近江守。

## 経歴
大永5年（1525年）、佐々木近江守定高の子に生まれる。松浦左衛門尉宗房の娘を室とし、但馬守護山名韶熙に仕えた。天正年間頃に但馬浅間村に下り、同地330石を横領して浅間城を築いた。
天正元年（1573年）、赤松氏が但馬に侵攻した際には嗣子の高清と共に防戦したという。同5年（1577年）、羽柴秀長による第一次但馬侵攻の際にも養父郡の軍勢と共に小田野や伊佐野で交戦した。
同8年（1580年）、羽柴秀長による第二次但馬侵攻の際、秀長軍は伊佐を経て浅間に進軍した。義高は衆寡敵せずと悟り、武具を脱いで礼服に改め降伏を願い出たという。義高は浅間峠から山名堯熙のいる有子山城までの案内役を務め、以来その勢力下に入った。秀長の移封後、代わってその地を領し有子山に入城した前野長康の旗下となった。
文禄元年（1592年）、文禄の役に従軍したが、同3年（1594年）には陣中の病のため帰国した。翌年（1595年）、秀次事件が起き、関白豊臣秀次の後見人であった主君長康は改易処分となったのち切腹した。これに伴って義高は帰農した。
慶長5年（1600年）1月10日、死去した。法名は忠善院殿佐々木江州公。

## 系譜
義高は近江源氏佐々木六角氏族に生まれた。曽祖父の佐々木綱高は佐々木持綱の子で、応仁の乱で山名氏に加勢した。以来その後裔は山名氏に従属し、同氏の奉公衆などを努め、代々近江守を称した。義高の子の高清は継子がなかったため、義高の甥足立盛重の子が継承し、佐々木清高を称した。その後裔に佐々木良作がいる。
- 父：佐々木近江守定高
- 母：不詳
- 室：松浦左衛門尉宗房娘
  - 男子：佐々木清右衛門高清